# Paul Carpita
Paul Carpita, eig. Séraphin Carpita, (Marseille, 12 november 1922 - Marseille, 23 oktober 2009) was een Frans filmregisseur.

## Biografie
De vader van Carpita was dokwerker en zijn moeder visverkoopster. Tijdens de Tweede Wereldoorlog ging hij in het verzet en werd hij lid van de communistische verzetsgroep "Francs-tireurs et partisans" onder de naam Paul Courtier. Nadien richtte hij de groep "Cinepax" op, die sociaal geëngageerde reportages maakte over de heropbouw van Marseille, over de betogingen tegen de oorlog in Indochina en over de grote dokwerkersstaking in Marseille van 1950.
Zijn filmografie was nauw verbonden met Marseille, met de dokwerkers en de syndicale strijd, maar ook met de poëzie van de kindertijd. Zijn belangrijkste film Le Rendez-vous des quais mocht van de Franse censuur van 1955 tot 1990 niet worden vertoond.

## Speelfilms
- 1955 : Le Rendez-vous des quais
- 1959 : Rendez-vous avec Paul. De film groepeert zes korte films van Paul Carpita : La récréation, Marseille sans soleil, Demain l'amour, Des lapins dans la tête, Graines au vent en Adieu Jésus.
- 1996 : Les Sables mouvants
- 2002 : Marche et rêve ! Les homards de l'utopie

## Korte films
- 1948 : Pour que nos joues soient toujours roses
- 1958 : La récréation (16')
- 1960 : Marseille sans soleil (17')
- 1962 : Demain l'amour (17')
- 1964 : Des lapins dans la tête (18')
- 1964 : La grenouille (16')
- 1964 : Graines au vent (18')
- 1966 : La visite (20')
- 1970 : Adieu Jésus, poème cinématographique (8')
- 1972 : Les fleurs de glai (18')
- 1992 : La poupée romaine (13')

## Documentaires
- 1946 : Vers la lumière, la reconstruction de Marseille
- 1946 : Rencontre jeunesse, avec Pablo Picasso
- 1982-1994 : documentaires de commande